# Streptoleberis favosa
Streptoleberis favosa is een mosselkreeftjessoort uit de familie van de Philomedidae. De wetenschappelijke naam van de soort is voor het eerst geldig gepubliceerd in 1896 door Brady & Norman.